# هلبندر
الهلبندر (الاسم العلمي:Cryptobranchus alleganiensis) (بالإنجليزية: Hellbender)‏ هو نوع من البرمائيات يتبع الفصيلة الهلبندرية.